# Guillaume de Lamoignon

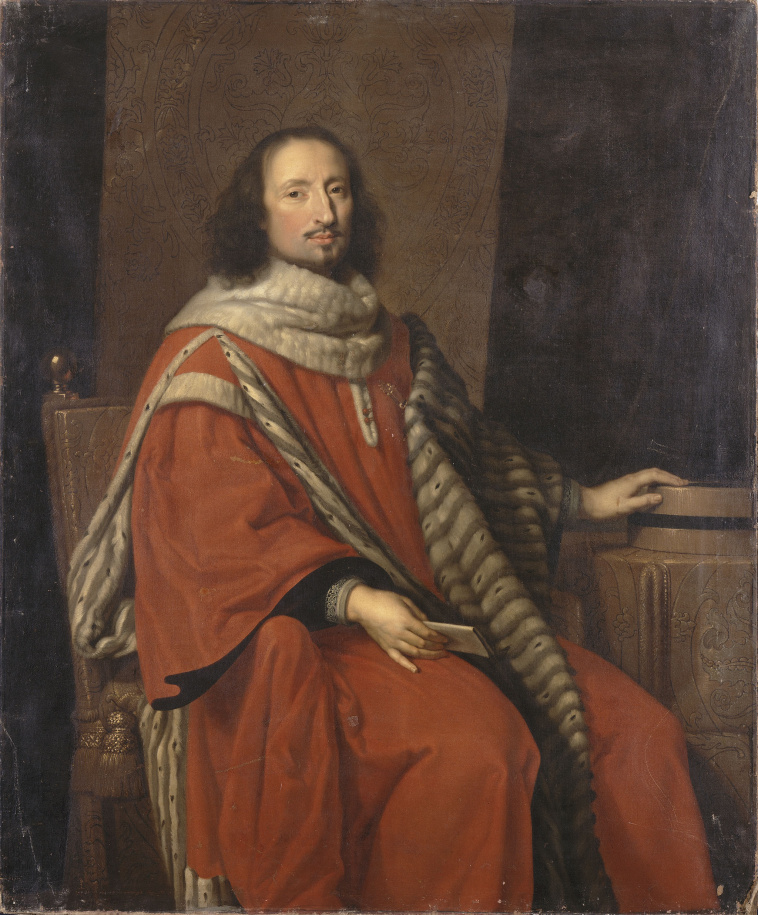
Guillaume de Lamoignon, marquis de Basville, premier président au parlement de Paris, Gemälde von Philippe de Champaigne oder Philippe Lallemand, Schloss Versailles

Guillaume de Lamoignon (* 23. Oktober 1617; † 10. Dezember 1677) war ein französischer Magistrat; er war 19 Jahre lang Erster Präsident des Parlements von Paris und ist heute vor allem bekannt für seine Arbeiten an der Vorbereitung der Kodifizierung der französischen Gesetze.
Er war Chevalier, Marquis de Basville, Comte de Launay-Courson und Baron de Saint-Yon.

## Leben
Guillaume de Lamoignon war der Sohn von Chrétien de Lamoignon, Président à mortier des Parlement de Paris († 1636), und Marie des Landes († 1651).
Am 19. April 1635 wurde er Avocat im Parlement, am 14. Dezember 1635 Conseiller und am 15. Dezember 1544 Maître des requêtes. Während der parlamentarischen Fronde (1648/49) gehörte er zu den Aufständischen, schloss sich später aber der Regentschaft an.
Er war dann Präsident der États de Bretagne (1655) und Erster Präsident des Parlements von Paris (Grand’Chambre), ein Amt, das er am 2. Oktober 1658 von Kardinal Mazarin als Nachfolger von Pomponne II. de Bellièvre erhielt und bis zu seinem Tod innehatte. Den zugehörigen Eid leistete er a, 4. Oktober 1658.
Als angesehenes Mitglied der Gesellschaft des Heiligen Sakraments engagierte er sich sehr für die katholische Sache. Er veranlasste Jean-Baptiste Colbert, die Idee aufzugeben, das erforderliche Alter für die Priesterweihe auf 27 Jahre und für das Mönchsgelübde auf 20 Jahre für Frauen und 27 für Männer herabzusetzen.
Er tendierte zum Gallikanismus und sprach 1663 vor dem Parlement für die „Freiheiten der gallikanischen Kirche“ gegen eine These, die des Ultramontanismus verdächtigt wurde. Als Neffe von Bischof Augustin Potier von Beauvais, einem engen Freund des Jansenisten Godefroy Hermant, sollte Lamoignon mit Port Royal des Champs sympathisieren, aber er wählte den Jesuiten René Rapin als Erzieher für seine Söhne, die er auch mit Louis Bourdaloue in Kontakt brachte. Als die Jansenisten 1664 dem Parlament eine von den Jesuiten verfasste Widerlegung von Blaise Pascals Lettres provinciales vorlegten, verschonte das Dekret, mit dem dieses Buch verurteilt wurde, die Jesuiten dennoch. Bei dieser Gelegenheit sagte Lamoignon dem König, er sei „Zeuge der ungerechten Ausbrüche der Jansenisten bei allen Differenzen, die sie mit der Gesellschaft Jesu hatten; und diese jansenistische Partei, die sich im Königreich bei der Verbreitung der neuen Lehre bildete, sei nur eine Kabale, die dem Staat zum Verhängnis werden würde“.
Lamoignon war es, der als Erster Präsident den Streit zwischen dem Prälaten und dem Schatzmeister in der Sainte-Chapelle um einen Schreibtisch schlichten musste und Nicolas Boileau den Bericht über diesen Vorfall lieferte, aus dem dieser das berühmte Gedicht Lutrin entwickelte.
Von ihm ist ein Werk bekannt, das unter dem Titel Receuil des arrêtés de monsieur le premier président de Lamoignon (1702) bekannt ist und in dem er einen umfassenden Plan entwirft, den er für die Reform der Gesetzgebung entworfen hatte.
Nach ihm wurden der Cour Lamoignon in der Nordwestecke des Pariser Palais de Justice benannt, der beim Wiederaufbau des Justizpalastes aber überbaut wurde. Ihm gehörte das Hôtel de Lamoignon in der Rue Pavée, in dem heute die Bibliothèque historique de la ville de Paris untergebracht ist, das er ab 1658 mietete und später selbst besaß.

## Ehe und Nachkommen
Guillaume de Lamoignon heiratete per Ehevertrag vom 14. November 1640 Madeleine Potier (* um 1623), die Tochter von Nicolas IV. Potier, Seigneur d’Ocquerre, Secrétaire d’État, und Marie Barré. Ihre Kinder sind:
- Chrétien André (* 30. Oktober 1641; † 5. April 1643)
- Chrétien Augustin (* 20. Mai 1643; † 28. März 1644)
- Chrétien François (* 26. Juni 1644; † 7. August 1709), Marquis de Basville, Baron de Saint-Yon, Seigneur du Blanc-Mesnil, du Plessis-aux-Bois et de Cérisay, Maître des Requêtes, Avocat-général, Président à mortier und Präsident der Académie des inscriptions et belles-lettres; ⚭ 7. Januar 1674 Marie-Jeanne Voisin (* um 1654; † 1. September 1727), Tochter von Daniel Voisin, Seigneur du Plessis-au-Bois et de Cérisay, Conseiller d’Etat ordinaire, Prévôt des marchands de Paris, und Marie Talon
- Marie (* 2. August 1645; † 12. Januar 1733 in Paris); ⚭ 29. August 1666 Victor-Maurice, comte de Broglie, 1724 Marschall von Frankreich
- René (* 17. September 1648; † 30. September 1652)
- Nicolas (* 26. April 1648; † 17. Mai 1724 in Paris) 1700 Marquis de La Mothe, Comte de Launay-Courson et de Montrevault, Baron de Bohardy, Seigneur de Chavaignes, Maître des requêtes, Conseiller d’État; ⚭ 8. April 1672 Anne Louise Bonnin de Chalucet (* um 1645; † 4. Januar 1732), Tochter von Jean François, Marquis de Chalucet etc. und Urbaine de Maillé Brézé
- Anna Madeleine (* 14. April 1649; † 28. Januar 1671 auf Schloss Stains); ⚭ 12. September 1667 Achille III. de Harlay (* 1. August 1639; † 23. Juli 1712), Comte de Beaumont, Erster Präsident des Parlements von Paris
- Elisabeth (* 30. Juni 1650), 1667 geistlich bei den Filles de Sainte-Marie du Faubourg Saint-Jacques
- Anne (* 8. März 1654), 1670 geistlich bei den Filles de Sainte-Marie du Faubourg Saint-Jacques
- Christine (* 18. Februar 1657; † 1. Februar 1659)

Guillaume de Lamoigon starb am 10. Dezember 1677 und wurde am Tag darauf in der Gruft der Familie in der Franziskanerkirche bestattet. Madeleine Potier starb am 18. Oktober 1705 und wurde in der Nähe ihres Ehemanns bestattet.